# Annika von Holdt
Annika von Holdt (født 1. juni 1968 på Bornholm) er en dansk forfatter og tidligere fotomodel, der debuterede i 2001 med romanen Hjemsøgt.
Hun har udgivet fire romaner og en række noveller. Holdt vandt Bog-og Idé prisen for romanen Nattetimen i 2003.

## Fodnote
1. ↑  Oplysning om enkeltforfattere